# Ornithospila
Ornithospila là một chi bướm đêm thuộc họ Geometridae.

## Hình ảnh

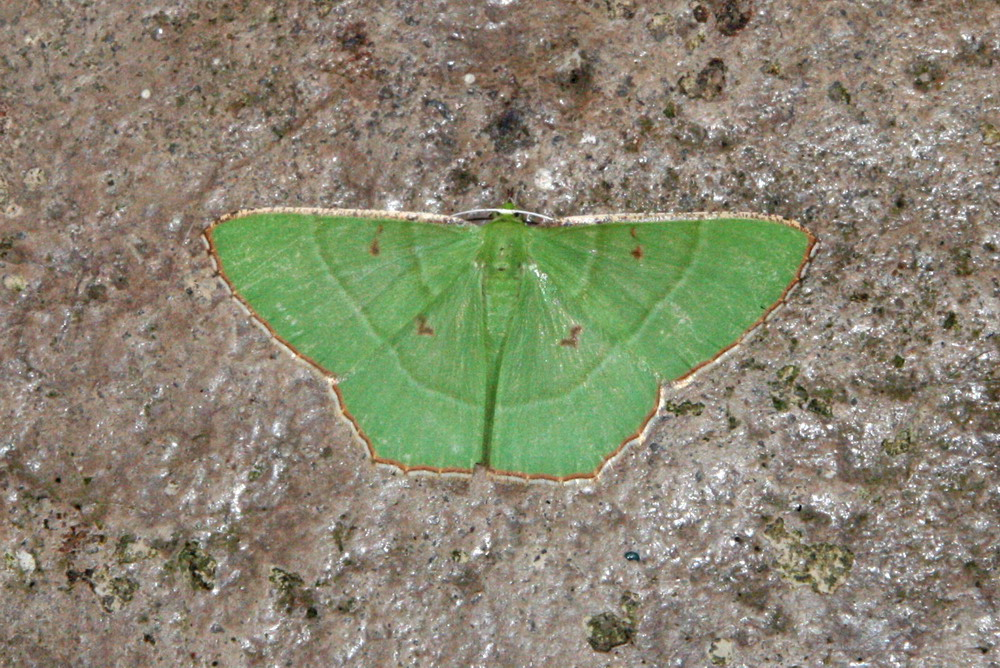
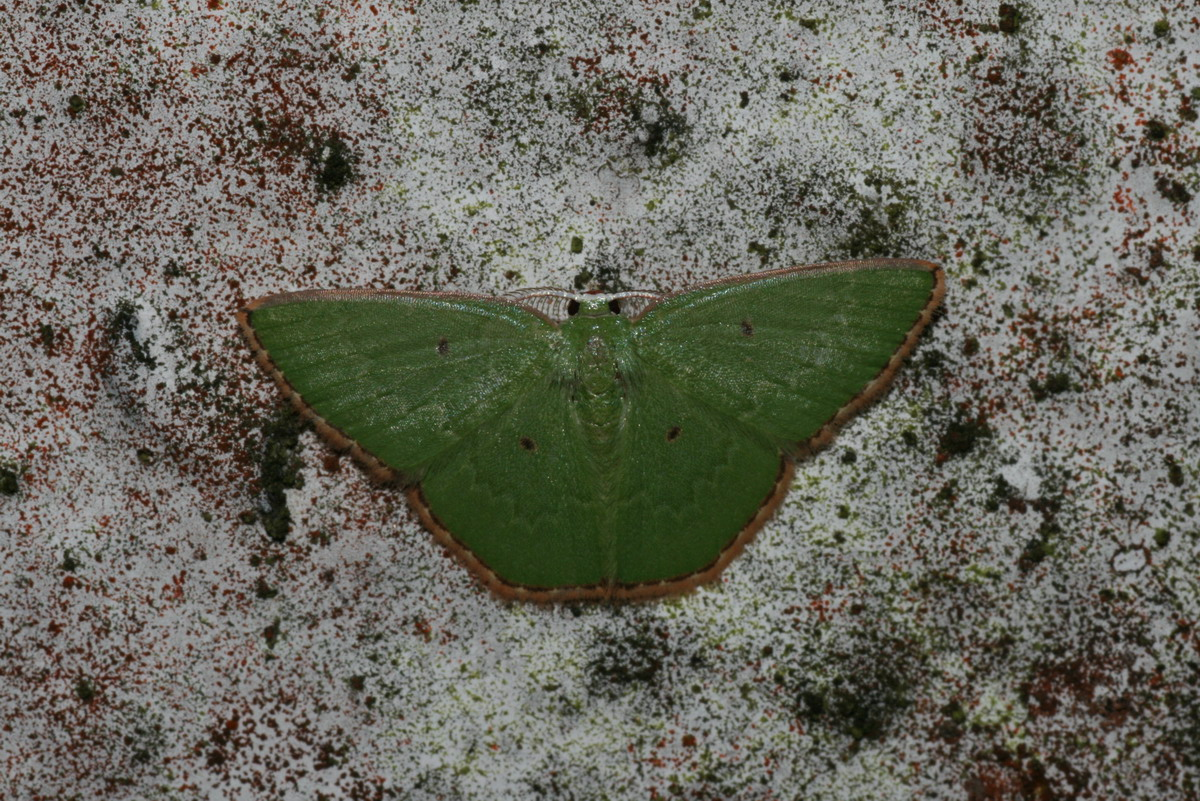